# Franz West (Politiker)
Franz West (geboren als Franz Weintraub 24. Dezember 1909 in Magdeburg; gestorben 1984 in Wien) war ein österreichischer Politiker und Publizist.

## Leben
Franz Weintraub änderte 1958 seinen Familiennamen in West. Er wuchs in Magdeburg auf und zog 1924 nach Wien, wo er Mitglied im Verband Sozialistischer Mittelschüler wurde. Er war als Student der Rechtswissenschaften im Verband Sozialistischer Studenten Österreichs aktiv, das Studium konnte er aus politischen Gründen nicht beenden. 1928 wurde er Mitglied der SDAP und trat 1933 zur  KPÖ über. In der Zeit des Austrofaschismus war er in der Illegalität Funktionär der KPÖ. Nach dem Anschluss Österreichs 1938 flüchtete er über die Tschechoslowakei nach England. Ab 1941 war er dort Präsident der Exilorganisation Free Austrian Movements. 
Nach seiner Rückkehr nach Österreich 1945 wurde er Mitglied des Politbüros der KPÖ und ab 1965 Chefredakteur der KPÖ-Zeitung Volksstimme. 1969 distanzierte er sich von der KPÖ und wandte sich dem Eurokommunismus und der Mitarbeit im „Wiener Tagebuch“ zu. Er war Mitarbeiter des Dokumentationsarchivs des österreichischen Widerstandes. Er wurde am Friedhof der Feuerhalle Simmering bestattet (Abt. 1, Ring 3, Gruppe 4, Nr. 126).